# Герб Кожанки
Герб Кожанки затверджений рішенням сесії Кожанської селищної ради.

## Опис
В лазуровому щиті дві золоті шаблі вістрями донизу, покладені в косий хрест, поверх яких срібний шкіряний щиток. Шаблі супроводжуються вгорі золотим зубчастим укріпленням, увінчаним срібним хрестом, внизу золотою прикрасою.
Щит вписаний у золотий декоративний картуш та увінчаний червоною мурованою короною.

## Значення
Дві козачі шаблі і щит з руна, за що нагадує формою козацької шапки символізують легенду, звісно з якою, на відновлення церкви вождя гайдамокова Максима Железняк подарував село повної шапки золота